# Fiesta Nacional del Mar
La Fiesta Nacional del Mar es una celebración de carácter anual que se lleva a cabo en la ciudad de Mar del Plata, Provincia de Buenos Aires, Argentina durante el mes de diciembre, y con ella se da por inaugurada la temporada turística estival de la ciudad. 
Principalmente, es un concurso de belleza, en el cual se elige a la Reina Nacional del Mar y sus princesas, quienes representan a la ciudad durante un año, asistiendo a otras fiestas nacionales y provinciales, así como también a ferias y workshops de turismo para promocionar la ciudad.

## Historia

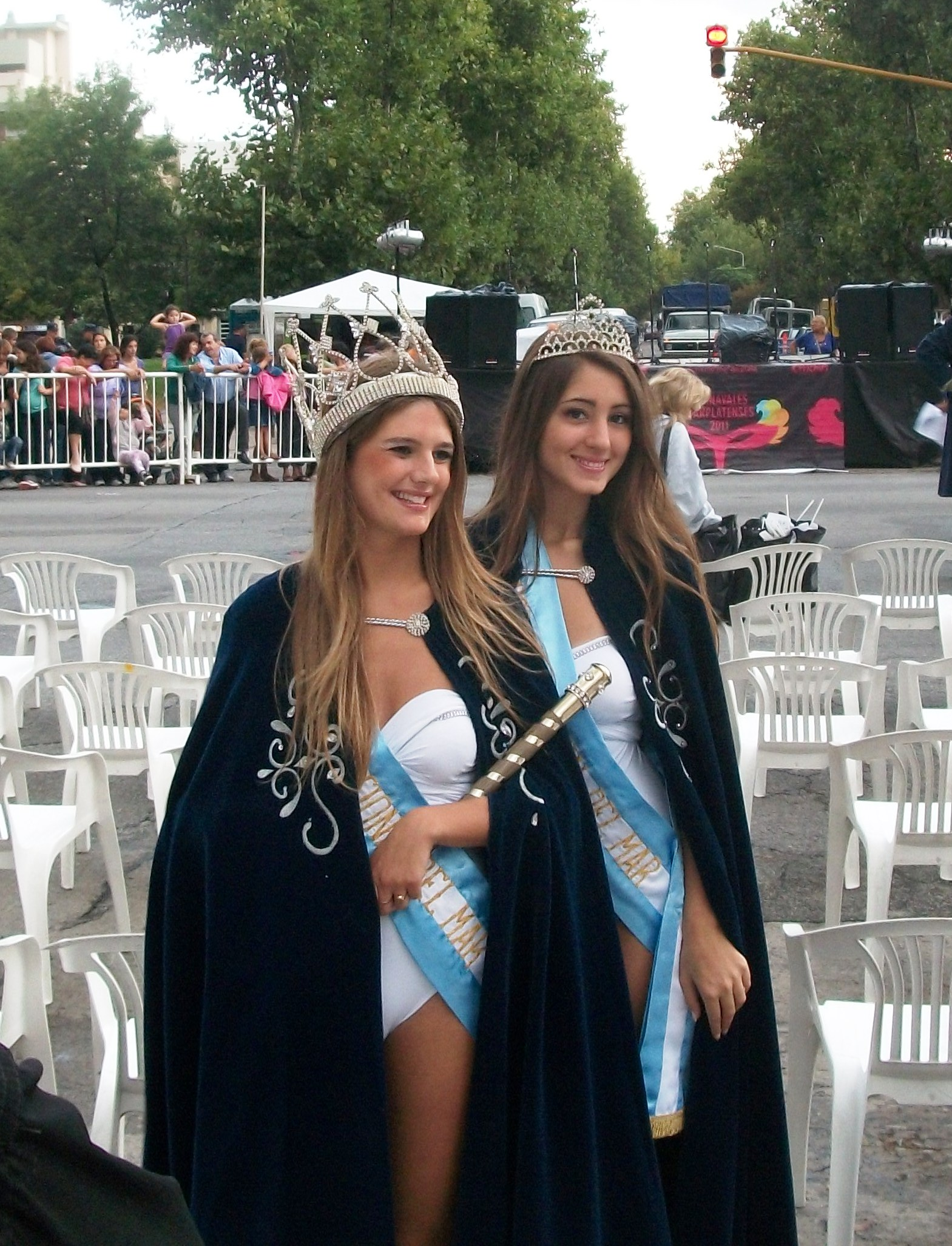
Reina y Princesa Nacionales del Mar 2011.

La idea de la elección de la Reina Nacional del Mar surge en el año 1910. La primera elección se hizo el 23 de febrero de ese mismo año, en el Hotel Bristol y la coronación tuvo lugar en el teatro Odeón. Las aspirantes a reina eran hijas de bañeros y pescadores de la ciudad. La ganadora resultó ser Emilia Bonacci, quien junto con las princesas Vicenta Carboni, Socorro García, Antonia Martínez, Basilia Martínez, Pilar Bordoni y Dolinda Carboni fueron paseadas por diferentes calles de la ciudad en una carroza de diez metros de largo, decorada como una nave romana.
La segunda elección recién tuvo lugar en el año 1932, y luego hubo una interrupción hasta la década de 1950, cuando en el año 1952 la Dirección Municipal de Turismo comenzó a realizar el auspicio de la elección de Miss Mar del Plata, que se realizó de forma consecutiva durante tres años.
Luego hubo una nueva interrupción hasta el año 1967, y el título cambió de Miss Mar del Plata a Reina Provincial del Mar. En esta época, la ceremonia tenía lugar en el Teatro Auditorium y a partir de entonces, las reinas comenzaron a tomar parte de los actos de inauguración de la temporada.
A partir de 1972 la fiesta cobra carácter nacional, debido a la trascendencia adquirida. En ese año, su realización fue en el Club Náutico Mar del Plata, y desde 1973 y hasta 1980 volvió a realizarse en el Teatro Auditorium, salvo en 1979, que se hizo en las instalaciones del Hotel Provincial. Entre 1981 y 1983 el Estadio Ciudad de Mar del Plata fue el lugar elegido para su celebración, pero a partir de 1984 comenzó a realizarse en el playón de estacionamiento del balneario Las Toscas.